# Substruction
En architecture, une substruction consiste en un ensemble de fondations, ou de toute autre structure initiale, dont le but est de surélever l'étage le plus bas ou la base d'une construction, au-dessus du niveau naturel du sol.

## Exemple de substructions
Les imposantes substructions de la colline du Palatin à Rome sont constituées au sud de quatre étages de constructions maçonnées et voûtées et, à l'ouest, d'importantes fondations en béton romain. Elles soutiennent les monuments et temples sacrés du Palatin.

## Étymologie
Du latin substruxi, de substructus, participe passé de substruere, « construire au-dessus de quelque chose » : sub-, sub- + struere, « construire », « empiler ».

## Exemple dans la littérature
« La mer est merveilleusement transparente à l'aplomb du contour de l'écueil et laisse voir le curieux faisceau de fûts prismatiques qui supporte cette remarquable substruction. »

— Jules Verne, Le Chancellor, chapitre 18.